# Yūichi Nishimura

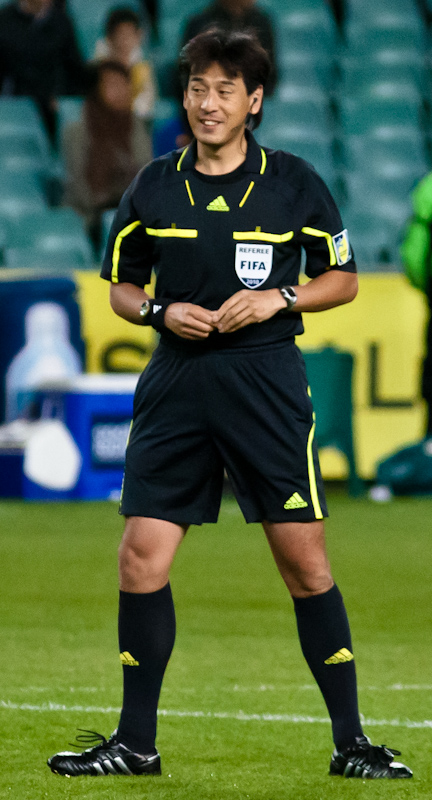
Nishimura bei der Leitung des Länderspiels Australien gegen Paraguay im Oktober 2010

Yūichi Nishimura (jap. 西村 雄一, Nishimura Yūichi; * 17. April 1972 in der Präfektur Tokio) ist ein japanischer Fußballschiedsrichter. Er ist seit dem 1. Januar 2004 FIFA-Schiedsrichter.

## Werdegang
Sein internationales Debüt feierte Nishimura bei der U-17-Weltmeisterschaft 2007 in Südkorea. Er pfiff unter anderem ein Viertelfinale und das Finale. Beim Afrika-Cup 2008 in Ghana war er der einzige nicht-afrikanische Schiedsrichter.
Bei der Fußball-Weltmeisterschaft 2010 in Südafrika war er einer von vier Schiedsrichtern der AFC. Im gleichen Jahr leitete er das Finale der AFC Champions League zwischen Seongnam Ilhwa Chunma und Zob Ahan Isfahan (3:1). Außerdem war er bei der FIFA-Klub-Weltmeisterschaft 2010 im Einsatz und leitete bei dem Turnier zwei Spiele, darunter das Finale zwischen Inter Mailand und TP Mazembe (3:0). Bei der Asienmeisterschaft 2011 in Katar war er bei drei Spielen der Gruppenphase im Einsatz. Wegen des Vorrückens der japanischen Nationalmannschaft kam er in der Finalrunde nicht mehr zum Einsatz. Für den Sommer 2012 wurde er von der FIFA für die Olympischen Spiele in London nominiert.
2014 nahm er an seiner zweiten Weltmeisterschaft teil. Nishimura leitete das Eröffnungsspiel zwischen Gastgeber Brasilien und Kroatien, in dem er der brasilianischen Mannschaft beim Stand von 1:1 in der 71. Minute einen umstrittenen Foulelfmeter zusprach, den Neymar zum 2:1-Führungstreffer und seinem zweiten Treffer im Spiel nutzte. Brasilien gewann letztlich nach einem weiteren Tor durch Oscar mit 3:1. Danach wurde er zu keinem weiteren Spiel mehr bei der WM nominiert.

## Turniereinsätze

### Fußball-Weltmeisterschaft 2010
| Phase         | Datum         | Spielort       | Heimmannschaft | Gastmannschaft | Ergebnis  |
| ------------- | ------------- | -------------- | -------------- | -------------- | --------- |
| Gruppenphase  | 11. Juni 2010 | Kapstadt       | Uruguay        | Frankreich     | 0:0       |
| Gruppenphase  | 21. Juni 2010 | Johannesburg   | Spanien        | Honduras       | 2:0 (1:0) |
| Gruppenphase  | 24. Juni 2010 | Polokwane      | Paraguay       | Neuseeland     | 0:0       |
| Viertelfinale | 2. Juli 2010  | Port Elizabeth | Niederlande    | Brasilien      | 2:1 (0:1) |

### Fußball-Asienmeisterschaft 2011
| Phase        | Datum         | Spielort  | Heimmannschaft | Gastmannschaft | Ergebnis  |
| ------------ | ------------- | --------- | -------------- | -------------- | --------- |
| Gruppenphase | 7. Jan. 2011  | Doha      | Katar          | Usbekistan     | 0:2 (0:0) |
| Gruppenphase | 15. Jan. 2011 | Ar-Rayyan | VAE            | Irak           | 0:1 (0:0) |
| Gruppenphase | 18. Jan. 2011 | Doha      | Australien     | Bahrain        | 1:0 (1:0) |

### Fußball-Weltmeisterschaft 2014
| Phase        | Datum         | Spielort  | Heimmannschaft | Gastmannschaft | Ergebnis  |
| ------------ | ------------- | --------- | -------------- | -------------- | --------- |
| Gruppenphase | 12. Juni 2014 | São Paulo | Brasilien      | Kroatien       | 3:1 (1:1) |